# Mondher Mokrani
Mondher Mokrani (arabe : منذر مقراني), né le 27 avril 1962 à Bizerte, est un ancien footballeur tunisien. Il évolue au poste de milieu gauche.

## Biographie
Issu d'une famille de sportifs, à ses débuts dans le sport, il n'est pas footballeur mais athlète. En 1976, il remporte les championnats de Tunisie d'athlétisme (spécialité du 100 mètres), avant de rejoindre les rangs d'un club de football, le Club athlétique bizertin, où il évolue dans les catégories jeunes puis seniors depuis la saison 1979-1980.
Il y participe à l'obtention de nombreux titres du club, y compris la première coupe nationale de son histoire en 1982 et le premier titre africain de l'histoire des clubs tunisiens en 1988.
Il a été choisi dans le onze légendaire du Club athlétique bizertin.

## Palmarès

### En club
Club athlétique bizertin
| - Championnat de Tunisie (1) : - Champion : 1984 - Coupe de Tunisie (2) : - Vainqueur : 1982 et 1987 |  | - Supercoupe de Tunisie (1) : - Vainqueur : 1984 - Coupe d'Afrique des vainqueurs de coupe - Vainqueur : 1988 |

### Distinctions personnelles
- Membre de l'équipe type (onze légendaire du Club athlétique bizertin)[5]

## Statistiques
| Saison                | Club                  | Championnat           | Championnat | Championnat | Coupe(s) nationale(s) | Coupe(s) nationale(s) | Total | Total |
| Saison                | Club                  | Division              | M.          | B.          | M.                    | B.                    | M.    | B.    |
| 1980-1981             | CA Bizerte            | 1                     | 11          | 0           | -                     | -                     | 11    | 0     |
| 1981-1982             | CA Bizerte            | 1                     | 20          | 6           | 4                     | 0                     | 24    | 6     |
| 1982-1983             | CA Bizerte            | 1                     | 15          | 4           | 1                     | 0                     | 16    | 4     |
| 1983-1984             | CA Bizerte            | 1                     | -           | -           | -                     | -                     | 0     | 0     |
| 1984-1985             | CA Bizerte            | 1                     | -           | -           | -                     | -                     | 0     | 0     |
| 1985-1986             | CA Bizerte            | 1                     | -           | -           | -                     | -                     | 0     | 0     |
| 1986-1987             | CA Bizerte            | 1                     | -           | -           | -                     | -                     | 0     | 0     |
| 1987-1988             | CA Bizerte            | 1                     | -           | -           | -                     | -                     | 0     | 0     |
| Total sur la carrière | Total sur la carrière | Total sur la carrière | +46         | +10         | +5                    | +0                    | 51    | 10    |